# Polycyrtus albocinctus
Polycyrtus albocinctus là một loài tò vò trong họ Ichneumonidae.